# Washburn (Dakota du Nord)
Pour les articles homonymes, voir Washburn.
La ville de Washburn est le siège du comté de McLean, dans l’État du Dakota du Nord, aux États-Unis. Sa population, qui s’élevait à 1 246 habitants lors du recensement de 2010, est estimée à 1 264 habitants en 2019.

## Histoire
Washburn a été fondée en 1882 et est devenue le siège du comté l’année suivante.
L’expédition Lewis et Clark a campé au fort Mandan durant l’hiver 1804-1805 dans les environs de Washburn. La localisation précise du camp est inconnue.

## Démographie
| 1910 | 1920 | 1930 | 1940 | 1950 | 1960 |
| ---- | ---- | ---- | ---- | ---- | ---- |
| 657  | 558  | 753  | 901  | 913  | 993  |

| 1970 | 1980  | 1990  | 2000  | 2010  | - |
| ---- | ----- | ----- | ----- | ----- | - |
| 804  | 1 767 | 1 506 | 1 389 | 1 246 | - |

## Climat
Selon la classification de Köppen, Washburn a un climat continental humide, abrégé Dfb.

## Personnalités liées à la ville
Le pilote d’essai Bruce Peterson est né à Washburn en 1933.
L’agent secret Clinton J. Hill a grandi à Washburn.

## Galerie photographique

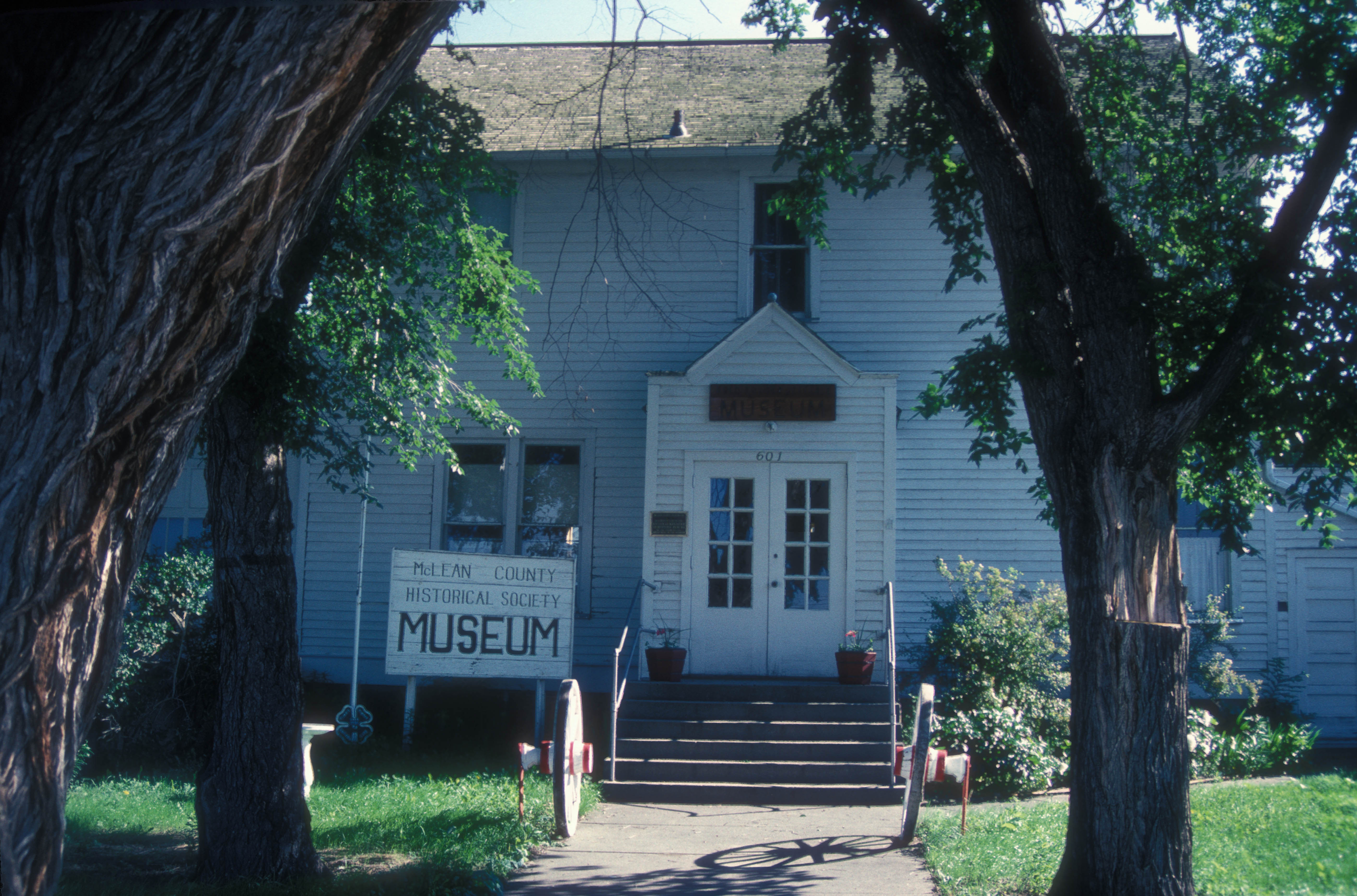
L’ancienne cour de justice du comté, aujourd’hui un musée
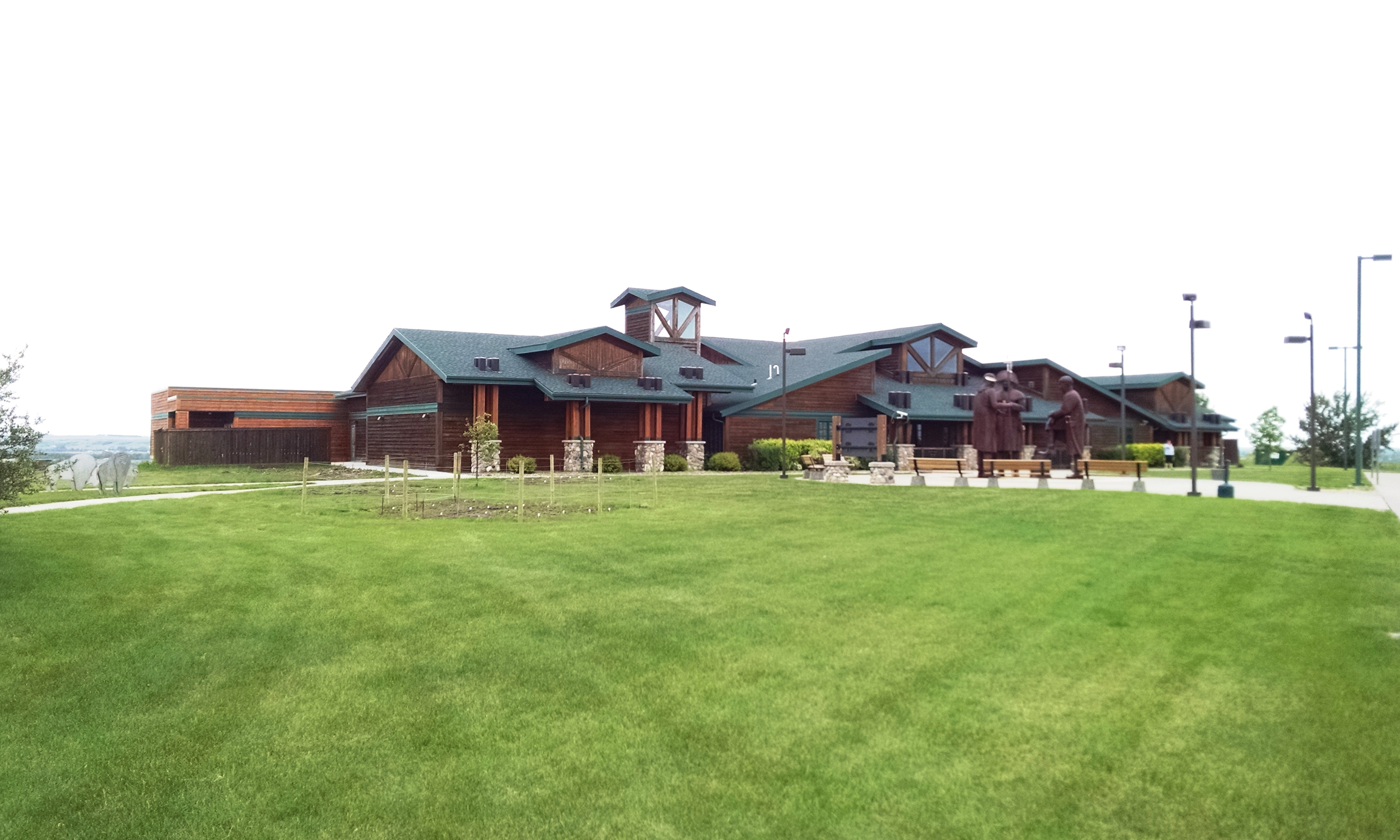
Lewis and Clark Interpretive Center